# Tinizong-Rona
Tinizong-Rona foi uma comuna da Suíça, no Cantão Grisões, com cerca de 370 habitantes. Estendia-se por uma área de 54,30 km², de densidade populacional de 7 hab/km². Confinava com as seguintes comunas: Bergün/Bravuogn, Bever, Filisur, Mulegns, Savognin, Sur.
As línguas oficiais nesta comuna eram o alemão e o romanche.

## História
Em 1 de janeiro de 2016, passou a formar parte da nova comuna de Surses.